# Józef Wacław Liechtenstein
Józef Wacław, książę Liechtensteinu, właśc.: Joseph Wenzel Maximilian Maria von und zu Liechtenstein (ur. 24 maja 1995 w Londynie) – książę Liechtensteinu, hrabia Rietberg.
Najstarszy syn następcy tronu Liechtensteinu, księcia Aloisa i Zofii Wittelsbach, księżniczki w Bawarii.
Został nazwany swoim imieniem na cześć przodka, Josepha Wenzela, księcia Liechtensteinu w latach 1712–1718 oraz 1748–1772. Imię Maximilian nosi po swoim dziadku ze strony matki Maksymilianie Emanuelu, księciu w Bawarii. Zgodnie z obyczajem rzymskokatolickich europejskich rodzin królewskich imię Maria otrzymał na cześć Maryi, Matki Bożej. Ma trójkę młodszego rodzeństwa. W 2013 ukończył szkołę średnią – Malvern College w Wielkiej Brytanii.

## Następca tronu
Po swoim ojcu jest obecnie drugi w kolejce do tronu księstwa Liechtenstein. Od 2004 roku jego ojciec jest nie tylko następcą tronu, ale również regentem Liechtensteinu.
Po swojej matce jest obecnie trzeci w kolejce do objęcia tronu Anglii, Szkocji, Francji i Irlandii jako jakobicki pretendent. Ze strony matki mógłby również odziedziczyć tytuł głowy rodziny Wittelsbachów, księcia Bawarii oraz księcia w Bawarii, jednak w rodzinie Wittelsbachów nadal dziedziczenie odbywa się zgodnie z prawem salickim. Powoduje to, że tytuły te po śmierci Maksymiliana Emanuela przypadną nie jego najstarszej córce, ale dalekiemu kuzynowi Luitpoldowi.

## Genealogia
| Prapradziadkowie                              | Alojzy Liechtenstein (1869-1955) ∞1903 Elżbieta Amalia Habsburg (1878-1960)                                     | Ferdinand von Wilczek (1893-1977) ∞1920 Norbertine Kinsky von Wchinitz und Tettau (1888-1923)                   | Ferdinand Kinsky von Wchinitz und Tettau (1866-1916) ∞ Aglaë von Auersperg (1868-1919)                          | Eugen von Ledebur-Wicheln (1873-1945) ∞1910 Eleonore Larisch von Moennich (1888-1975)                           | książę Bawarii Ruppert Wittelsbach (1869-1955) ∞1900 Maria Gabriela Wittelsbach (1878-1912) | Dionys Draskovich von Trakostjan (1875-1909) ∞ 1903 Juliana von Montenouvo (1880-1961)      | Wilhelm Archibald Douglas (1883-1960) ∞1907 Astri Henschen (1883-1976)        | Otto Haas-Heye (1879-1959) ∞1909 Viktoria zu Eulenburg (1886-1967)            |
| Pradziadkowie                                 | książę Liechtenstein Franciszek Józef II Liechtenstein (1906-1989) ∞1943 Georgina von Wilczek (1921-1989)       | książę Liechtenstein Franciszek Józef II Liechtenstein (1906-1989) ∞1943 Georgina von Wilczek (1921-1989)       | Ferdinand Kinsky von Wchinitz und Tettau (1907-1969) ∞1933 Henriette von Ledebur-Wicheln (1910-2002)            | Ferdinand Kinsky von Wchinitz und Tettau (1907-1969) ∞1933 Henriette von Ledebur-Wicheln (1910-2002)            | Albert Wittelsbach (1905-1996) ∞1930 Maria Franciszka Draskovich von Trakostjan (1904-1969) | Albert Wittelsbach (1905-1996) ∞1930 Maria Franciszka Draskovich von Trakostjan (1904-1969) | Karol Ludwik Douglas (1908-1961) ∞ Ottara Maria Haas-Heye (1910-2001)         | Karol Ludwik Douglas (1908-1961) ∞ Ottara Maria Haas-Heye (1910-2001)         |
| Dziadkowie                                    | książę Liechtenstein Jan Adam II Liechtenstein (ur. 1945) ∞1967 Marie Kinsky von Wchinitz und Tettau (ur. 1940) | książę Liechtenstein Jan Adam II Liechtenstein (ur. 1945) ∞1967 Marie Kinsky von Wchinitz und Tettau (ur. 1940) | książę Liechtenstein Jan Adam II Liechtenstein (ur. 1945) ∞1967 Marie Kinsky von Wchinitz und Tettau (ur. 1940) | książę Liechtenstein Jan Adam II Liechtenstein (ur. 1945) ∞1967 Marie Kinsky von Wchinitz und Tettau (ur. 1940) | Maksymilian Emanuel Wittelsbach (ur. 1937) ∞1967 Elizabeth Douglas (ur. 1940)               | Maksymilian Emanuel Wittelsbach (ur. 1937) ∞1967 Elizabeth Douglas (ur. 1940)               | Maksymilian Emanuel Wittelsbach (ur. 1937) ∞1967 Elizabeth Douglas (ur. 1940) | Maksymilian Emanuel Wittelsbach (ur. 1937) ∞1967 Elizabeth Douglas (ur. 1940) |
| Rodzice                                       | Alojzy Liechtenstein (ur. 1968) ∞1993 Zofia Wittelsbach (ur. 1967)                                              | Alojzy Liechtenstein (ur. 1968) ∞1993 Zofia Wittelsbach (ur. 1967)                                              | Alojzy Liechtenstein (ur. 1968) ∞1993 Zofia Wittelsbach (ur. 1967)                                              | Alojzy Liechtenstein (ur. 1968) ∞1993 Zofia Wittelsbach (ur. 1967)                                              | Alojzy Liechtenstein (ur. 1968) ∞1993 Zofia Wittelsbach (ur. 1967)                          | Alojzy Liechtenstein (ur. 1968) ∞1993 Zofia Wittelsbach (ur. 1967)                          | Alojzy Liechtenstein (ur. 1968) ∞1993 Zofia Wittelsbach (ur. 1967)            | Alojzy Liechtenstein (ur. 1968) ∞1993 Zofia Wittelsbach (ur. 1967)            |
| Józef Wacław Liechtenstein (ur. 24 maja 1995) | | | | |                                                                                             |                                                                                             |                                                                               |                                                                               |